# Lev Sjestov

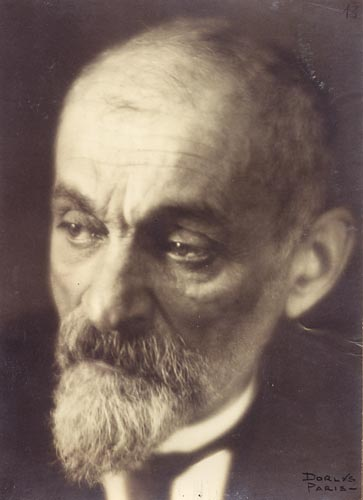
Lev Sjestov (1927)

Lev Isaakovitsj Sjestov (Russisch: Лев Исаакович Шестов), geboren als Jehoeda Lejb Schwarzmann (Russisch: Иегуда Лейб Шварцман) (Kiev (keizerrijk Rusland), 12 februari [O.S. 31 januari] 1866 - Parijs, 19 november 1938) was een Oekraïens-Russisch-Joodse existentialistische filosoof. Hij werd geboren in de Oekraïense hoofdstad Kiev en emigreerde naar Frankrijk in 1921, als een van de witte emigranten op de vlucht voor de gevolgen van de Russische Oktoberrevolutie (1917). Hij woonde in Parijs tot zijn dood in 1938. Hij staat bekend om zijn verzet tegen de dominante plaats die de rede heeft in de filosofie.

## Levensloop

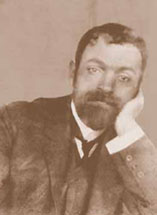
Lev Sjestov als jonge man

Sjestov werd geboren in een joods gezin. Zijn opleiding volgde hij aan verschillende instellingen, als gevolg van conflicten met de schoolleiding. Hij studeerde rechten en wiskunde aan de Universiteit van Moskou, maar moest na een aanvaring met de studenteninspectie terugkeren naar Kiev, waar hij zijn studie voltooide. Sjestov schreef een proefschrift dat hem echter niet de juridische doctorstitel opleverde. Deze titel werd hem geweigerd op grond van de revolutionaire strekking van het werk.
In 1898 ging hij deel uitmaken van een groep prominente Russische intellectuelen, waaronder Nikolaj Berdjajev, Sergej Diaghilev, Dmitri Merezjkovski en Vasili Rozanov. In deze periode voltooide hij zijn eerste filosofische werk: Het goede in het onderricht van Tolstoj en Nietzsche. Filosofie en prediking. De in de titel genoemde auteurs hadden een diepgaande invloed op Sjestovs denken.
Zijn volgende boek was Dostojevski en Nietzsche waarmee zijn reputatie als origineel en scherp denker werd bevestigd. In 1905 schreef hij in een Nietzscheaanse, aforistische stijl Alles is mogelijk. Sjestovs thema's in dit boek zijn religie, rationalisme en wetenschap. In zijn latere werk keren deze thema's steeds terug.
In 1908 verhuisde Sjestov naar Freiburg in Duitsland; in 1910 naar een Zwitsers dorpje, genaamd Coppet. Hij schreef veel in die tijd, waaronder Voorafgaand aan de grote vieringen, en Voorlaatste woorden. In 1915 ging hij naar Moskou, waar zijn belangstelling voor religie en theologie zich verdiepte. Na 1919 werd het leven zwaar voor hem in Rusland. De communisten probeerden hem te dwingen een marxistische inleiding te schrijven bij Potestam Clavium, wat hij weigerde. Spoedig daarna emigreerde hij naar Frankrijk. Hij werd er als filosoof gewaardeerd, leverde bijdragen aan gerespecteerde Franse vakbladen en onderhield o.a. hartelijke betrekkingen met Edmund Husserl en Martin Buber. Hij ging zich tevens verdiepen in Kierkegaard. Hij besefte dat er grote overeenkomsten waren tussen Kierkegaards werk en het zijne, maar vond wel dat Kierkegaard niet ver genoeg ging in het aanwijzen van de tekortkomingen van de rede. Hij besloot verder te gaan waar de beroemde Deen gebleven was. Het resultaat was in 1936: Kierkegaard en de existentialistische filosofie. Vox Clamantis in Deserto (de stem van een die roept in de woestijn).
In de jaren dertig van de 20e eeuw schreef Sjestov zijn magnum opus: Athene en Jeruzalem. Hierin beargumenteert hij de noodzaak om de rede te verwerpen in het domein van de wijsbegeerte.
In 1938 werd Sjestov ziek en hij stierf kort daarna.

## Filosofie

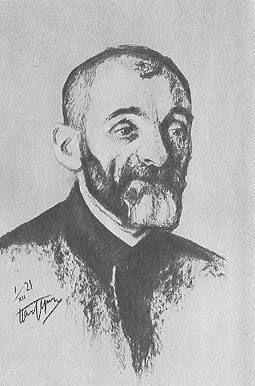
Portret van Lev Sjestov door Leonid Pasternak, 1910

Sjestovs filosofie lijkt niet erg op een systematisch, wijsgerig stelsel. Het is fragmentarisch, aforistisch, meer hartstochtelijk en stellend dan beredenerend. Sjestov lijkt zichzelf vaak tegen te spreken en is verzot op paradoxen. Dit hangt samen met zijn idee dat het leven zelf ook paradoxaal is, niet begrijpelijk, niet benaderbaar met logische en rationele middelen. In essentie is zijn filosofie niet probleemoplossend maar probleemscheppend, met een grote nadruk op de mysteriën die aan het leven eigen zijn.
Wat hij beschrijft is de ervaring van "wanhoop", van een crisis der zekerheden (zoals de Nederlandse vertaling van een van zijn boeken luidt). De wortel van zijn wanhoop is wat hij op veel plaatsen "noodzaak" noemt, maar ook "rede", "idealisme" of "lot". Hij verzet zich tegen de manier van denken en tegen die aspecten van de werkelijkheid die het leven ondergeschikt maken aan ideeën, abstracties, generaliseringen, waarbij de uniciteit van al wat leeft en werkelijk is wordt gedood.
Maar "wanhoop" behoort tot de "voorlaatste woorden" (kernbegrip; tevens een van zijn titels). In zijn filosofie probeert Sjestov te wijzen naar wat misschien niet kan worden uitgedrukt, maar wat voorbij de wanhoop ligt. Dit is wat hij "vertrouwen" noemt. Dit is niet een "geloof", geen "zekerheid", maar een andere manier van denken te midden van knagende twijfel en onzekerheid. Het is de ervaring dat toeval niet het tegendeel is van noodzaak, maar dat, in de woorden van Dostojevski, "alles mogelijk is".
In een van zijn beroemdste passages schrijft hij:
"Vertrouwen - slechts het vertrouwen dat opziet naar zijn Schepper en dat door Hem wordt geïnspireerd, kan de laatste en beslissende waarheden opleveren over wat is en wat niet is. De Werkelijkheid wordt getransfigureerd. De hemelen verkondigen Gods eer. Profeten en apostelen schreeuwen in extase, Dood, waar is uw prikkel, dood waar is uw overwinning. En allen roepen uit: Wat geen oog heeft gezien en geen oor heeft gehoord en wat in geen mensenhart is opgekomen, al wat God heeft bereid voor degenen, die Hem liefhebben."
De dichter Joseph Brodsky zei over hem in bewonderende zin: "Men heeft hem 'een smalle denker' genoemd. En dat klopt. Maar in een smalle bedding, moet je bedenken, is de stroming van de rivier vreselijk sterk en komt het water veel verder."

## Invloed
Sjestov werd o.a. bewonderd door Nikolaj Berdjajev, Sergej Boelgakov, Joseph Brodsky, Czesław Miłosz, Jules de Gaultier, Lucien Lévy-Bruhl, D.H. Lawrence, Willem Jan Otten, J.L. Heldring, Albert Camus, Georges Bataille en Emil Cioran.
Zijn werk ontmoette ook tegenstand, zelfs bij zijn vrienden. Velen zagen in Sjestovs werk een afwijzing van de rede en sommigen zagen het zelfs als een toonbeeld van nihilisme.

## Oeuvre

### Engels (selectie)
- The Good in the Teaching of Tolstoy and Nietzsche, 1899
- The Philosophy of Tragedy, Dostoevsky and Nietzsche, 1903
- All Things are Possible (Apotheosis of Groundlessness), 1905
- Potestas Clavium, 1919
- In Job's Balances, 1923-29
- Kierkegaard and the Existential Philosophy, 1933-34
- Athens and Jerusalem, 1930-37

### Nederlands (selectie)
- Crisis der zekerheden, 1934
- Rede en geloof, 1950
- Sjestow. Bloemlezing (samengesteld door R.F. Beerling), 1950

Een Nederlandse biografie van Sjestov:
- Josephus Suys, Leo Sjestow's protest tegen de rede. De intellectueele biografie van een Russisch denker, Amsterdam: Seyffardt 1931